# Sehirinae

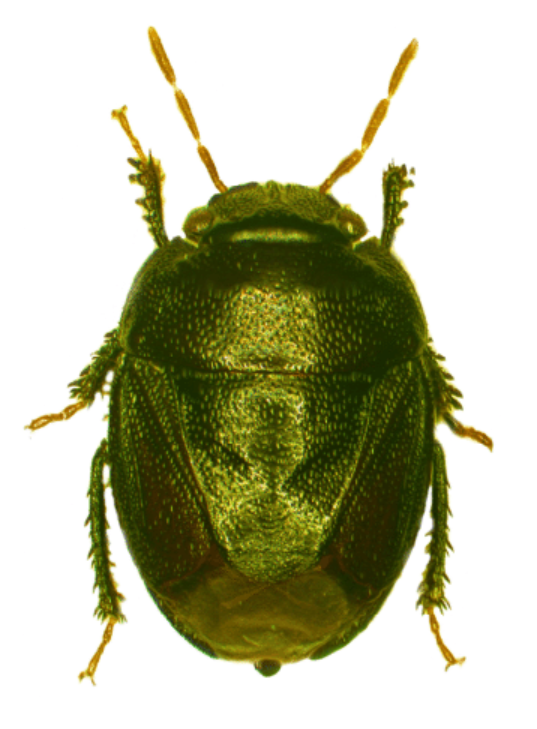
Amaurocoris curtus

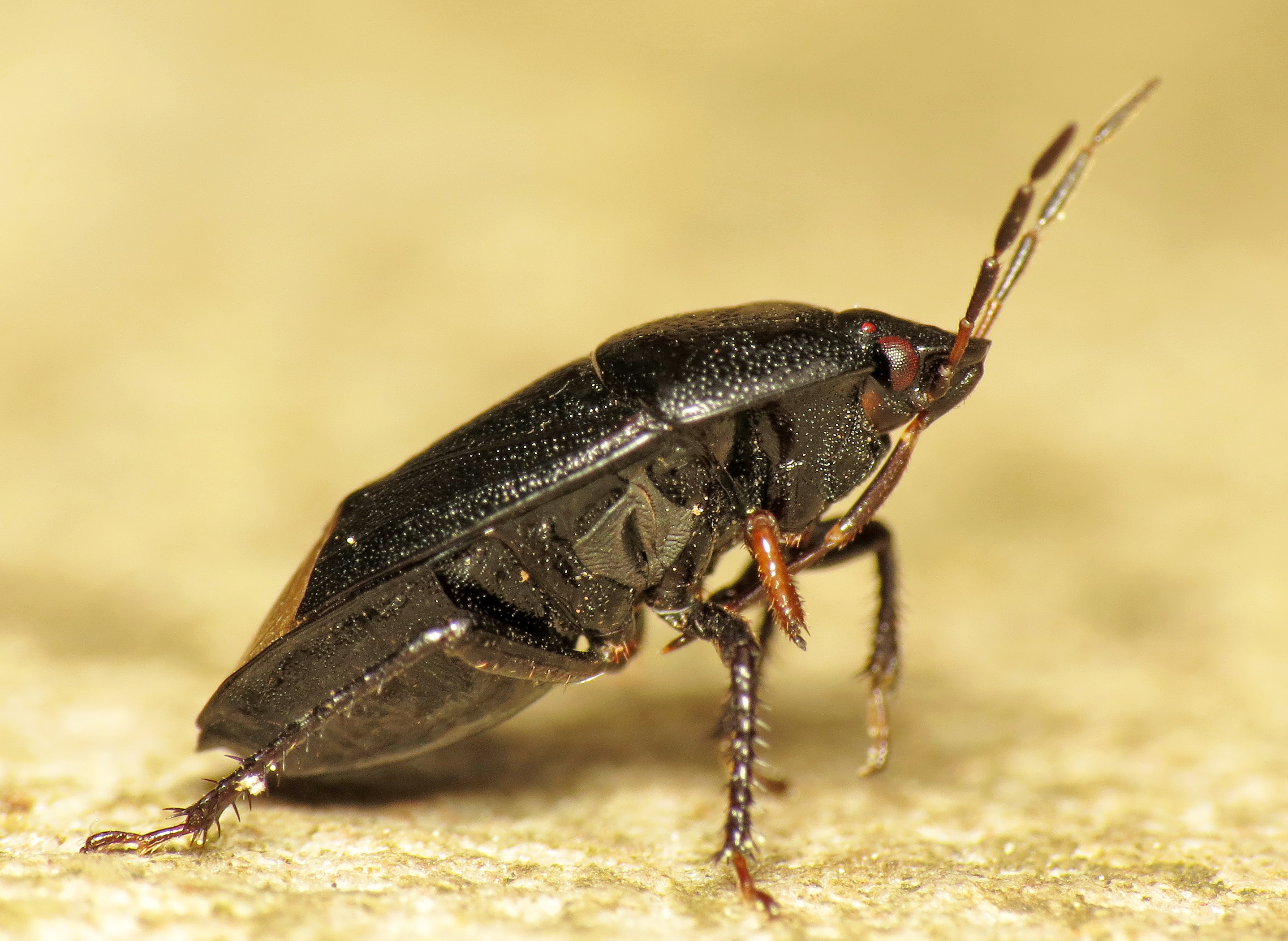
Ziemik spiżowy

Sehirinae – podrodzina pluskwiaków z  podrzędu różnoskrzydłych i rodziny ziemikowatych. Obejmuje około 90 opisanych gatunków, zgrupowanych w 15 rodzajach i dwóch plemionach.

## Morfologia
Pluskwiaki o ciele z wierzchu wysklepionym, rzadziej nieco przypłaszczonym. W ich ubarwieniu dominują czernie i brązy, czasem z jaśniejszym wzorem lub metalicznym połyskiem. Półokrągła do prawie trójkątnej głowa zaopatrzona jest w pozbawione szczecinki szczytowej oczy złożone, przyoczka oraz pięcioczłonowe czułki. Płytki żuwaczkowe tylko w przypadku Amaurocorini wyposażone są w chetopory. Szersze niż dłuższe przedplecze ma żeberkowane brzegi boczne. Dłuższa niż szeroka tarczka ma zaokrąglony wierzchołek. Półpokrywy mają wyraźne przykrywki, wyodrębnione międzykrywki, egzokoria i mezokoria oraz wyraźnie wykształcone zakrywki. Użyłkowanie skrzydeł tylnej pary cechuje się wyrastaniem żyłki radialnej i medialnej ze wspólnego trzonka. Przedtułów ma propleury wykształcone w formie przedniej i tylnej pary nabrzmiałości. Środkiem śródpiersia biegnie dobrze wykształcone żeberko bezwłose lub krótko i skąpo po bokach owłosione. Mezopleury i metapleury cechują się dobrze rozwiniętymi ewaporatoriami gruczołów zapachowych. Odnóża są smukłe. Przednia ich para ma trójgraniaste golenie. Stopy osadzone są na goleniach wierzchołkowo i mają człon drugi cieńszy od pierwszego i trzeciego. Sternity odwłoka od trzeciego do siódmego zaopatrzone są w po dwa trichobotria ustawione w poprzecznych parach za przetchlinkami.

## Ekologia i występowanie
Owady te bytują zwykle na nadziemnych częściach roślin. Część gatunków spotyka się na przyziemnych częściach roślin i w wierzchniej warstwie gleby.
Przedstawiciele podrodziny zamieszkują krainy: nearktyczną, palearktyczną, etiopską i orientalną. Największą różnorodność osiągają w Palearktyce, gdzie występuje większość gatunków. W Polsce stwierdzono 10 gatunków z 6 rodzajów. Fauna orientalna zdominowana jest przez element palearktyczny wkraczający na północ Orientu, a za jedyny gatunek typowo orientalny uchodzi Ochetostetchus orientalis. Do fauny afrotropikalnej należy kilka gatunków. W nearktycznej Ameryce Północnej występuje tylko jeden szeroko rozmieszczony gatunek.

## Taksonomia
Takson ten wprowadzony został w 1843 roku przez Charlesa Jean-Baptiste'a Amyota i Jean Guillaume Audinet-Serville'a pod nazwą Séhirides. Obejmuje około 90 opisanych gatunków, zgrupowanych w 15 rodzajach i dwóch plemionach:
- Amaurocorini Wagner, 1963
- Sehirini Amyot & Audinet-Serville, 1843